# Don Zagier
Don Bernard Zagier (Heidelberg, 29 giugno 1951) è un matematico statunitense, conosciuto per i suoi contributi in teoria dei numeri, per i quali ha vinto il premio Cole nel 1987.
Nel 2000 è stato insignito del Premio Chauvenet.